# Marta Burdynowicz
Marta Burdynowicz (ur. 14 grudnia 1992 w Elblągu) – polska piosenkarka, aktorka musicalowa i dubbingowa, wokalistka. Zwyciężczyni XII edycji programu The Voice of Poland.

## Życiorys

### Wczesne lata
Urodziła się i dorastała w Elblągu, gdzie uczęszczała do I Liceum Ogólnokształcącego im. Juliusza Słowackiego. W 2015 ukończyła studia na Wydziale Wokalno-Aktorskim Akademii Muzycznej im. Stanisława Moniuszki w Gdańsku. Jej spektaklem dyplomowym był Fame, gdzie wystąpiła w roli Mabel Washington. Jako studentka brała też udział w koncertach i produkcjach musicalowych takich jak Godspell czy Evita. 

### Kariera
W 2014 rozpoczęła współpracę z Teatrem na Plaży w Sopocie, gdzie została obsadzona w spektaklach Seans Spirytystyczny ze Starszymi Panami (2015), Ząb-Zupa-Dąb (2015), Brel (2016) i Beautiful Thing – Miejska Baśń (2016). Gościła na scenie warszawskiego Mazowieckiego Teatru Muzycznego im. Jana Kiepury w Fame (2015) w reż. Miłosza Gałaja jako Mabel Washington oraz Nowym Teatrze im. Witkacego w Słupsku w sztuce Ericha Segala Love story (2015) w reż. 
Zbigniewa Kułagowskiego, a także na deskach warszawskiego Teatru „Roma”, Teatru Muzycznego w Poznaniu i Teatru Muzycznego w Łodzi.
W 2015 i 2016 była finalistką Międzynarodowego Konkursu Piosenki Anny German, podczas którego gali finałowej występowała w Moskwie. W 2018 zdobyła Nagrodę Publiczności oraz otrzymała wyróżnienie jury II etapu XXI edycji konkursu „Pamiętajmy o Osieckiej” w Teatrze Nowym w Poznaniu. Była uczestniczką i solistka wielu festiwali i koncertów musicalowych na terenie całej Polski, m.in. w Filharmonii Bałtyckiej w Gdańsku i Filharmonii Opolskiej. Była jurorką programu Śpiewajmy razem. All Together Now. 
Zajmuje się dubbingiem. Użyczyła swojego głosu w takich produkcjach jak My Little Pony: Equestria Girls – Rollercoaster Przyjaźni (2018) czy Dumbo (2019). 
W 2020 wzięła udział w Szansie na Sukces. Opole 2020, w specjalnym odcinku poświęconym Zbigniewowi Wodeckiemu i zaśpiewała utwór „Z tobą chcę oglądać świat”. W 2021 wygrała 12. edycję The Voice of Poland. Zadebiutowała na kinowym ekranie w roli matki Teresy w filmie Piotra Trzaskalskiego Na chwilę, na zawsze (2021).
Nagrała piosenki „Żaden wstyd” (2021) i „Dawno powinnam” (2022). Jest - obok Marcina Januszkiewicza i Dagmary Rybak - wokalistką zespołu Café Majonez. 

## Dyskografia

### Single
| Rok  | Tytuł            |
| ---- | ---------------- |
| 2021 | „Żaden wstyd”    |
| 2022 | „Dawno powinnam” |

## Role teatralne
| Rok  | Tytuł                                                   | Autor                                                 | Reżyser                 | Rola                 | Teatr                                         |
| ---- | ------------------------------------------------------- | ----------------------------------------------------- | ----------------------- | -------------------- | --------------------------------------------- |
| 2015 | Seans spirytystyczny ze Starszymi Panami                |                                                       | Piotr Kosewski          |                      | Teatr na Plaży w Sopocie                      |
| 2015 | Ząb – zupa – dąb                                        | Jeremi Przybora                                       | Piotr Kosewski          | Dojrzała             | Teatr na Plaży w Sopocie                      |
| 2015 | Love story                                              | Erich Segal                                           | Zbigniew Kułagowski     |                      | Nowy Teatr im. Witkacego                      |
| 2015 | Fame                                                    | Steve Margoshes                                       | Miłosz Gałaj            | Mabel Washington     | Mazowiecki Teatr Muzyczny                     |
| 2015 | Rapsodia z demonem                                      | inspirowana utworami zespołu Queen                    | Mistrz                  | Michel Driesse       | Teatr Rampa                                   |
| 2016 | Brel - Młynarski                                        |                                                       | Piotr Kosewski          |                      | Teatr na Plaży w Sopocie                      |
| 2016 | Beautiful Thing – Miejska Baśń                          |                                                       | Krystian Krewniak       |                      | Teatr na Plaży w Sopocie                      |
| 2016 | Koncert Z Broadwayu do Hollywood                        |                                                       | Paulina Andrzejewska    |                      | Teatr Muzyczny w Poznaniu                     |
| 2016 | Jesus Christ Superstar                                  | Andrew Lloyd Webber / Tim Rice                        | Sebastian Gonciarz      | zespół               | Teatr Muzyczny w Poznaniu                     |
| 2016 | Zakonnica w przebraniu                                  | Glenn Slater                                          | Jacek Mikołajczyk       | Siostra Maria Patryk | Teatr Muzyczny w Poznaniu                     |
| 2017 | Piloci                                                  | Wojciech Kępczyński / Jakub Lubowicz / Dawid Lubowicz | Wojciech Kępczyński     | siostra Mary         | Teatr Muzyczny „Roma”                         |
| 2017 | Nasz portret – piosenki Osieckiej, Kofty i Młynarskiego |                                                       | Krzysztof Wawrzyniak    |                      | Teatr Muzyczny w Łodzi                        |
| 2018 | Nine                                                    | Arthur Kopit                                          | Jacek Mikołajczyk       | Saraghina            | Teatr Muzyczny w Poznaniu                     |
| 2018 | Madagaskar: Musicalowa przygoda                         | George Noriega / Joel Someillan                       | Jakub Szydłowski        | Gloria               | Teatr Muzyczny w Łodzi                        |
| 2021 | Mistrz i Małgorzata                                     | Michaił Bułhakow                                      | Janusz Józefowicz       | Annuszka             | Teatr Muzyczny im. Danuty Baduszkowej w Gdyni |
| 2022 | Hairspray                                               | Mark O’Donnell, Thomas Meehan                         | Bernard Szyc            | Gaduła Maybelle      | Teatr Muzyczny im. Danuty Baduszkowej w Gdyni |
| 2022 | SIX                                                     | Toby Marlow, Lucy Moss                                | Ewelina Adamska-Porczyk | Jane Seymour         | Teatr Syrena                                  |
| 2025 | Jesus Christ Superstar                                  | Andrew Lloyd Webber, Tim Rice                         | Agnieszka Płoszajska    | Herod                | Teatr Muzyczny w Toruniu                      |

## Filmografia

### Jako aktorka
- 2021: Na chwilę, na zawsze – Matka Teresa

### Programy telewizyjne
- 2018: Śpiewajmy razem. All Together Now – jurorka
- 2020: Szansa na Sukces. Opole 2020 – uczestniczka
- 2021: The Voice of Poland – uczestniczka, zwyciężczyni

### Dubbing
- 2018: Mary Poppins powraca (reż. Agnieszka Tomicka)[28]
- 2018: Shimmer i Shine (reż. Joanna Węgrzynowska-Cybińska) – Adara
- 2018: My Little Pony: Equestria Girls – Rollercoaster Przyjaźni (reż. Joanna Węgrzynowska-Cybińska) – Vignette Valencia[29]
- 2019: Dumbo (reż. Anna Serafińska) – Panna Atlantyda[29]
- 2019: Mistrz i Małgorzata (audiobook)